# Villa Le Corti

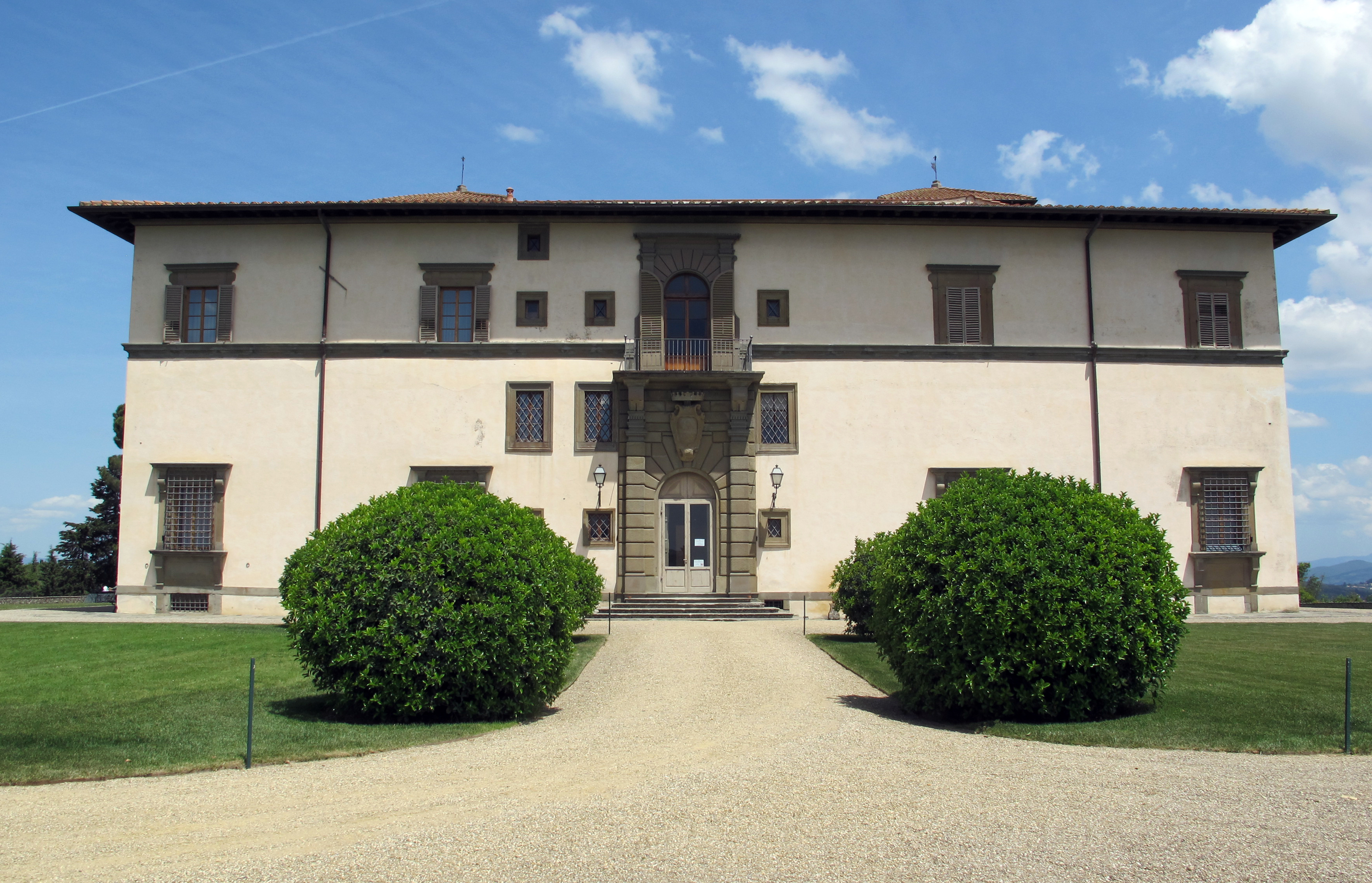
Veduta del fronte posteriore

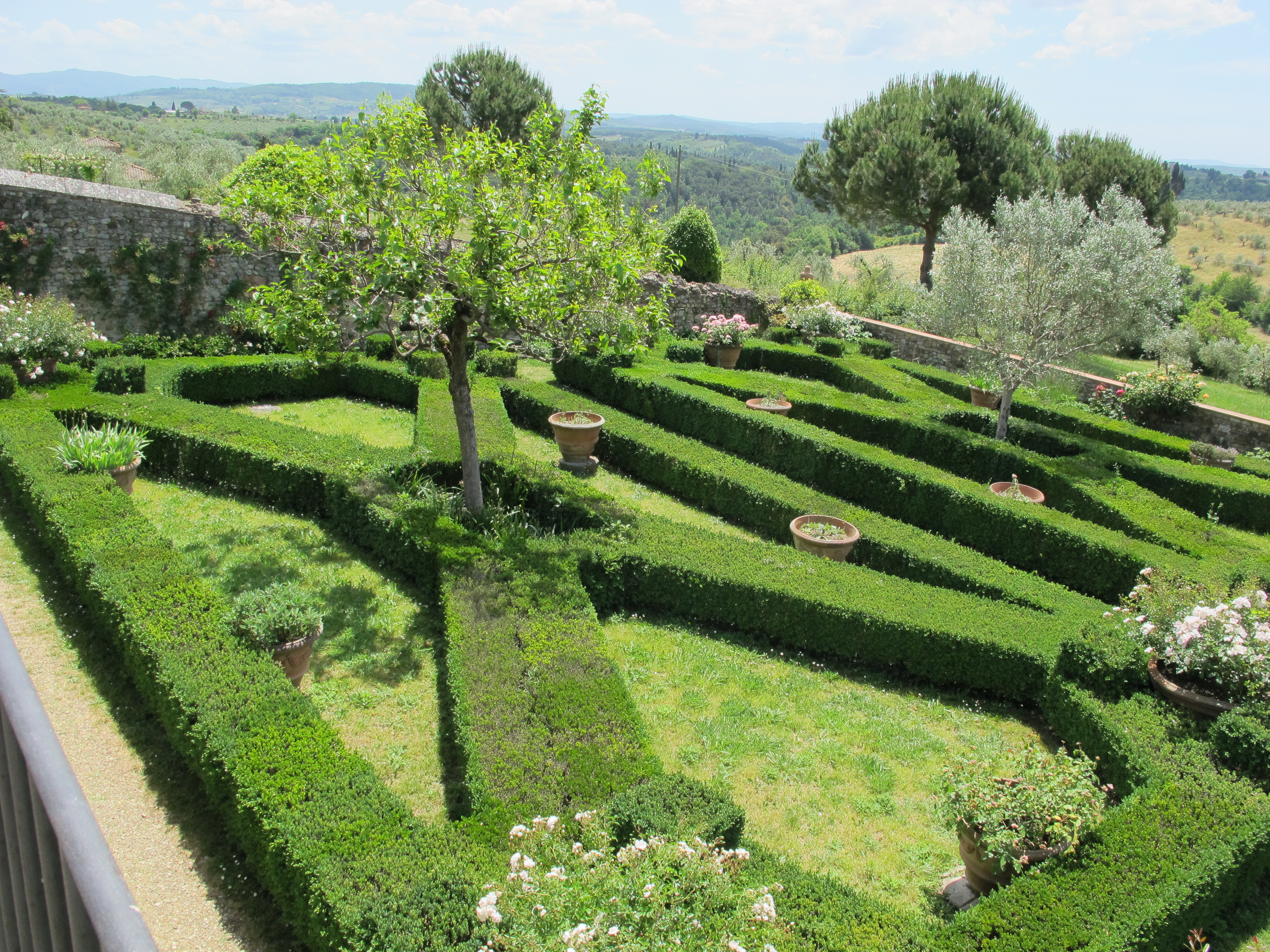
Giardino all'italiana

Villa Le Corti è una dimora storica della famiglia Corsini che sorge nel comune di San Casciano Val di Pesa, in via San Piero di Sotto 1, nel cuore del Chianti Classico.

## Storia
Nel 1427 la villa risulta già di proprietà dei Corsini, come risulta dal primo catasto fiorentino. All'epoca era una semplice torre fortificata costruita in una zona strategica lungo una linea di fortificazione costruita a difesa di Firenze lungo la Val di Pesa.
Tra la metà del Cinquecento e l'inizio del Seicento per volere di Bartolomeo Corsini la villa fu completamente ristrutturata, subendo una completa trasformazione su progetto di Santi di Tito, che le diede la maestosa forma tardo rinascimentale che ancora oggi si ammira e, inoltre, venne affrescata da Bernardino Poccetti.
Alla fine dell'Ottocento il Principe Tommaso Corsini incaricò il pittore Gaetano Bianchi di decorare alcune stanze della villa con numerosi stemmi aristocratici. Lo stesso pittore insieme all'architetto Vincenzo Micheli decorò anche la cappella gentilizia che sorge nelle vicinanze.
È stata restaurato nuovamente negli anni novanta del XX secolo da Duccio e Clotilde Corsini. Nel 2025 sono stati aperti al pubblico i giardini restaurati grazie ai fondi del PNRR Cultura.

## Descrizione

### La villa
A pianta rettangolare presenta due possenti torri agli angoli del fronte settentrionale. La facciata, che si ripete quasi identica sui quattro lati si caratterizza per la presenza di una serie di finestre rinascimentali con inferriate al piano terra sovrastate da un marcapiano in pietra serena. Il piano superiore così come le torri presentano delle aperture più semplici, entrambe le torri sono aperte da una elegante bifora
All'interno si trova il cortile quadrangolare costituito da un loggiato ad archi a tutto sesto con volte a crociera e da questo cortile si accede alle sale del piano terra. Da segnalare la Sala delle Donne (sala da pranzo) così chiamata perché alla fine del XIX secolo venne decorata dal pittore Gaetano Bianchi con gli stemmi delle casate nobiliari della donne andate spose ai Corsini; sotto ad ogni stemma è posto un ritratto del rispettivo marito. Successivamente si trova la Sala dei Titoli (ex sala da gioco) dove le volte sono decorate con le principali imprese dei membri della famiglia Corsini. Segue la Sala di Clemente XII (salone da ballo) dove è collocato un imponente busto in marmo in ricordo del pontefice. Il Salone a Tramontana ospita un bel caminetto in pietra serena e alcuni busti romani per decorare l'ambiente; da questo salone si può accedere al giardino.
Al primo piano il loggiato fu murato su tre lati per poter consentire la costruzione di una galleria che ospita i ritratti dei membri più autorevoli della famiglia Corsini. Le stanze del piano superiore sono private e quindi non visitabili ed è in questa parte della villa che si trova la cappelle di famiglia.

#### La cappella di famiglia

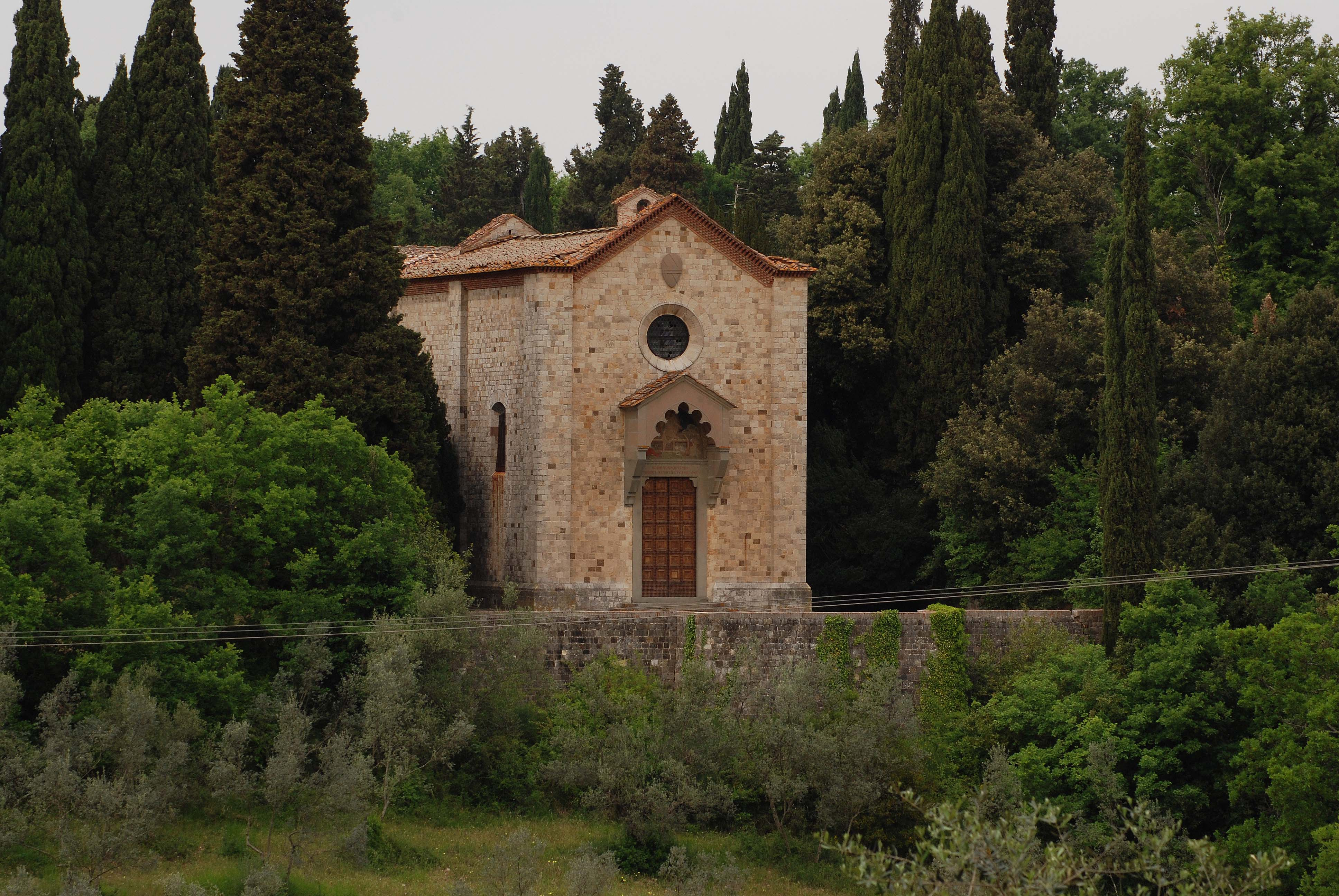
La Cappella

La cappella è costituita da un'unica aula rettangolare con volta a botte; le pareti sono coperte da un tessuto di seta blu con damaschi dorati e ricami policromi. Sulla parte di fondo l'altare presenta una semplice mensa in pietra poggiante su due colonnine; sopra l'altare è collocata una tela raffigurante la Madonna col Bambino tra San Bartolomeo e Sant'Andrea Corsini. Gli affreschi di questa cappella vennero realizzati da Bernardino Poccetti che morto nel 1612 fece terminare il lavoro dal suo collaboratore Francesco di Alessandro Leoncini. Gli affreschi della volta raffigurano l'Adorazione dei Magi mentre quelli nei medaglioni ai lati del soffitto raffigurano i Quattro Evangelisti. Di questi affreschi sono rimasti numerosi disegni preparatori che oggi sono conservati al Gabinetto Disegni e Stampe degli Uffizi.
È rimasta memoria che per completare gli affreschi il Poccetti obbligasse il Corsini a mantenere a sue spese presso la villa tutti i suoi amici.

### Il parco

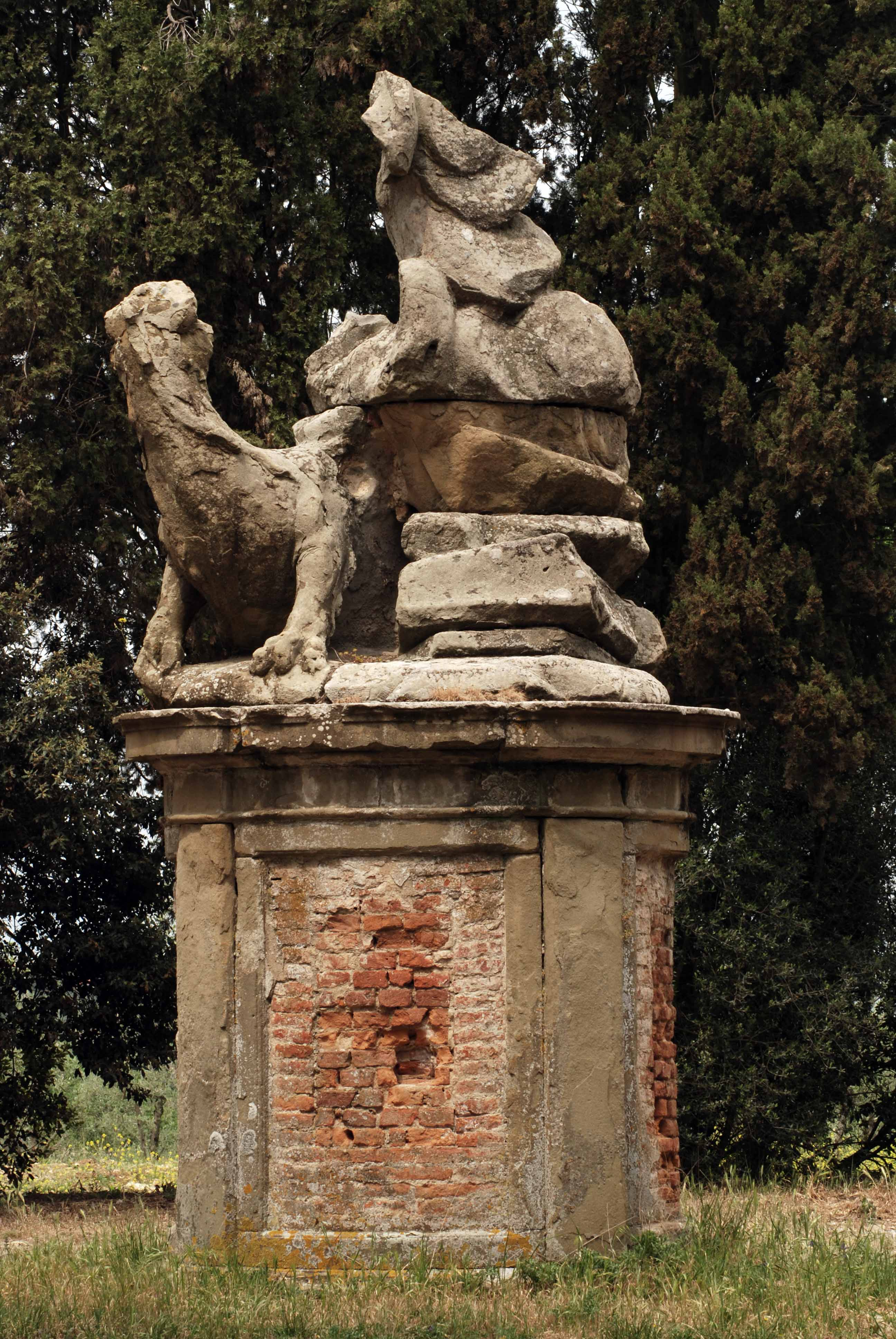
Parco Corsini, resti di una statua attribuita al Giambologna

Gli ampi giardini sono costituiti da una parte con aiuole geometriche all'italiana, da un grande parco con un viale costeggiato da cipressi secolari, e da un prato attorno alla villa che ne esalta l'essenziale monumentalità. Dentro il parco si trova un tabernacolo affrescato databile al XIV secolo e una statua, oggi enormemente danneggiata, per la cui attribuzione si è fatto il nome del Giambologna.
Ampie sono anche le cantine organizzate su tre livelli sotterranei, dove vengono conservati i prodotti della fattoria annessa: vino Chianti Classico e olio extra vergine d'oliva.

### La cappella gentilizia
Posta nel parco della villa è situata al confine con la chiesa dei Cappuccini. È dedicata a Sant'Andrea Corsini ed è stata eretta alla fine del XIX secolo su progetto della architetto Vincenzo Micheli per ospitare le spoglie dei componenti della famiglia Corsini.
La chiesa è coperta internamente da volte a crociera divise da una arcone trasversale ed è completamente affrescata da pitture in stile neogotico opera di Gaetano Bianchi che ha lavorato anche all'interno della villa.

## Bibliografia

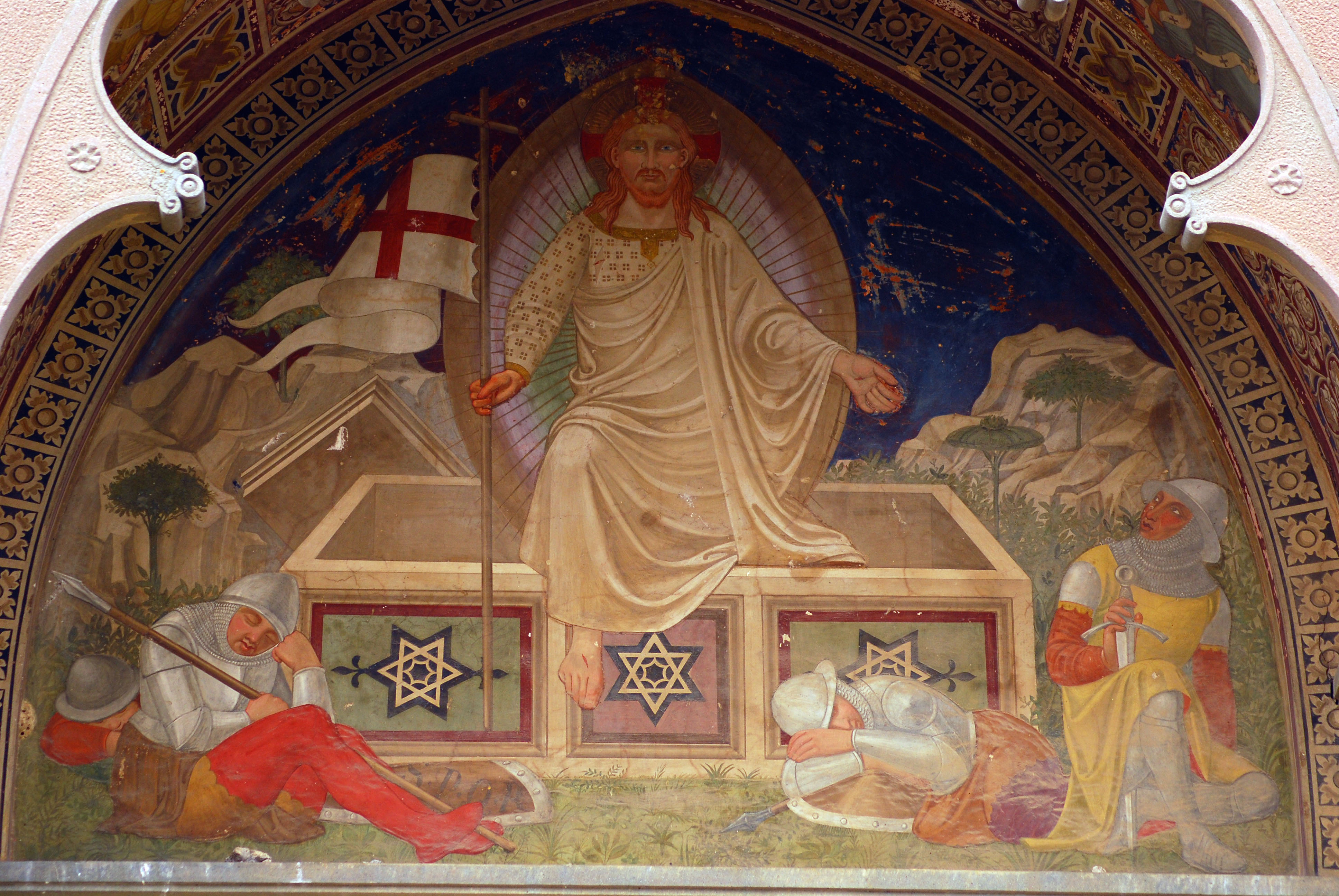
Affresco di Gaetano Bianchi nella lunetta della cappella